# Phaulomyces leonensis
Phaulomyces leonensis är en svampart som beskrevs av W. Rossi 1994. Phaulomyces leonensis ingår i släktet Phaulomyces och familjen Laboulbeniaceae.   Inga underarter finns listade i Catalogue of Life.